# Udvardi János
Udvardi János (Zenta, 1890. december 12. – Szovjetunió, 1943. március 6.) magyar üveges, iparos, mérnök, a Kommunisták Magyarországi Pártjának alapító tagja.

## Élete
Udvardi Antal és Tikacsev Paulina gyermekeként született mezőgazdasági munkáscsaládban. Apját korán elveszítette, édesanyja alkalmi munkákból élt. Üvegező tanonc lett, majd tizennégy évesen bekapcsolódott a munkásmozgalomba. 1907-ben a Magyarországi Szociáldemokrata Párt tagja lett. Különböző magáncégeknél kezdett dolgozni, később a Ganz Gépgyár dolgozója lett. 1912. április 28-án a Ferencvárosban nőül vette Somogyi Annát. Az első világháború idején az antimilitarista mozgalom (forradalmi szocialisták) tagja volt. 1918. november 24-én részt vett a Kommunisták Magyarországi Pártjának alapító ülésén, a Központi Bizottság tagja lett, majd a pártközpont az 1919. január 1-én alakult szegedi pártszervezet vezetésével bízta meg.
Szervezőmunkát nem csak Szegeden, hanem a környező településeken is folytatott, többek között Sándorfalván és Kisteleken. Tevékenysége sikeres volt, 1919 márciusára a KMP szegedi szervezetének 12 ezer tagja lett. Március 21-én Budapestre utazott, és a párt vezetői a Magyarországi Tanácsköztársaság teljhatalmú szegedi képviselőjének nevezték ki. Szegedre visszatérve összehívta a helyi munkástanácsot, amely megválasztotta a harmincnégy tagú forradalmi intéző bizottságot, és ennek elnökségét, a három főből álló direktóriumot, melynek tagjai Udvardi mellett Wallisch Kálmán és Czibula Antal lettek. Öt nap működés után a direktórium a megszálló francia csapatok miatt Szeged külvárosába tette át székhelyét. Az ellenőrzésük alatt tartott területen megszervezték a felnőttek szabad oktatását, gondoskodtak a földek megműveléséről és javították az egészségügyi ellátást. 
1919 augusztusában Jugoszláviába ment, de november 9-én Szabadkán letartóztatták, és a magyar hatóságok kezére került. A Csillagbörtönben raboskodott, és valószínűleg halálos ítéletet szabtak volna ki rá, de 1920. december 9-én megszökött, és előbb Pécsre, majd 1921 nyarán Jugoszláviába utazott. Mivel elfogatóparancsot adtak ki ellene, 1924-ben Bécsbe ment, majd a párt segítségével Moszkvába utazott. Mérnöki diplomát szerzett, és a szovjet hadügyi népbiztosságon kezdett dolgozni. 1943-ban hunyt el a Szovjetunióban, valószínűleg a sztálini tisztogatás áldozata lett.Udvardit 1938. október 19-én végezték ki a Szovjetunióban.